# Kalina-Lisiniec (Natura 2000)
Kalina-Lisiniec (PLH120007) – obszar Natura 2000 położony w województwie małopolskim, w powiecie miechowskim, w gminie Racławice na terenie wsi Góry Miechowskie, w pobliżu wsi Kalina-Lisiniec. Zajmuje powierzchnię 5,68 ha. Położony jest w dolinie Miechówki, lewego dopływu Szreniawy.
Obszar „Kalina-Lisiniec” został zatwierdzony w 2008 roku (na mocy decyzji Komisji Europejskiej z 13 listopada 2007) jako obszar mający znaczenie dla Wspólnoty (projektowany specjalny obszar ochrony siedlisk). W 2017 roku na mocy rozporządzenia Ministra Środowiska stał się specjalnym obszarem ochrony siedlisk.
Obszar obejmuje fragment zbocza o ekspozycji południowo-zachodniej, otoczonego polami ornymi. Zbocze pokryte jest murawą kserotermiczną. Znajdują się tu stanowiska 11 gatunków storczykowatych oraz szereg rzadkich gatunków kserotermicznych roślin naczyniowych oraz gatunków objętych ochroną prawną w Polsce. Występują tu rośliny chronione takie jak: buławnik wielkokwiatowy, kruszczyk szerokolistny, gółka długoostrogowa, listera jajowata oraz storczyki: męski, kukawka, blady, purpurowy, podkolan biały, podkolan zielonawy. Najcenniejszym gatunkiem roślinnym występującym na terenie rezerwatu jest obuwik pospolity. Należy on do gatunków zagrożonych wyginięciem i jest objęty ochroną ścisłą.